# بلانكا سانتا كروز أوسا
بلانكا سانتا كروز أوسا (Blanca Santa Cruz Ossa) ولدت في عام 1886 - توفيت في عام 1969 كانت كاتبة ومحررة تشيلية لأدب الأطفال والشباب البالغين، مع التركيز بشكل خاص على الأدب المشترك بين الثقافات، وكتابة وتصنيف القصص المتعلقة بالأساطير والأساطير التشيلية والدولية. 

## السيرة الذاتية
هي ابنت السناتور خواكين سانتا كروز فارغاس وكارميلا أوسا، درست في مدرسة Sacred Heart في سانتياغو.
وبدءا من ثلاثينيات القرن العشرين1930، أصبحت باروة في مجال أدب الأطفال في تشيلي، ووصلت إلى أعلى مراحل الإنتاج الأدبي خلال هذا العقد. وفي هذا السياق، قدمت نفسها باعتبارها واحدة من قادة هذا النوع.
في عام 1929 بدأت في إنشاء مجموعات من الأساطير ؛أساطير من تشيلي وأماكن متنوعة من جميع أنحاء العالم. كانت مرتبطة مع مؤلفين آخرين في ذلك الوقت في هدا المجال، مثل إرنستو مونتينيغرو Ernesto Montenegro ؛مع عمله عام 1930 Cuentos de mi Tío Ventura؛ وداميتا دنده Damita Duende ؛ بكتابين Doce cuentos de príncipes y reyes ؛و Doce cuentos de hadas (في عام 1938)؛ومارتا برونيت Marta Brunet ؛Cuentos para Marisol (نشرت أيضا في عام 1938).
بعض من أعمالها يتضح أو عرف من خلال الرسامة Elena Poirier، مثل Cuentos chilenos ؛عام (1956)، و El duende del pantano وغيرها من القصص عام (1992)، وLa escuela de las hadas وقصص أخرى (1992). كانت أختها إلفيرا سانتا كروز أوسا Elvira Santa Cruz Ossa، محررة مجلة إل بينيكا El Peneca.؛

## أعمالها
- Cuentos maravillosos del Japón (Impr. Universo, 1935)
- Las hadas en Francia (1936)
- Leyendas moriscas (1936)
- Cuentos mitológicos griegos (1937)
- Cuentos húngaros (1937)
- Cuentos africanos (1939)
- Orejones y viracochas: (Diego de Almagro) (1943)
- Sangre y ceniza: narración novelesca de la conquista de Chile (1946)
- Cuentos chilenos (1956)
- Cuentos bretones (1973)
- El duende del pantano y otros cuentos de Bretaña (1992)
- La escuela de las hadas y otros cuentos (1992)

## مجموعة من القصص والتقاليد والأساطير من جميع البلدان
- Cuentos rumanos: colección de cuentos, tradiciones y leyendas de todos los países (1929)
- Cuentos de España: colección de cuentos, tradiciones y leyendas de todos los países (Impr. Universo, 1936)
- Leyendas y cuentos araucanos: colección de cuentos, tradiciones y leyendas de todos los países (Impr. Universo, 1938)
- Poemas de Longfellow: colección de cuentos, tradiciones y leyendas de todos los países (Impr. Universo, 1936)
- Leyendas de la selva: colección de cuentos, tradiciones y leyendas de todos los países (Impr. Universo, 1936)
- Cuentos ingleses: colección de cuentos, tradiciones y leyendas de todos los países (Impr. Universo, 1936)
- Fábulas escogidas: colección de cuentos, tradiciones y leyendas de todos los países (Impr. Universo, 1937)
- Cuentos italianos: colección de tradiciones y leyendas de todos los países (Impr. Universo, 1938)
- Leyendas de caballerías: colección de cuentos, tradiciones y leyendas de todos los países (Impr. Universo, 1938)
- Cuentos servios: colección de cuentos, tradiciones y leyendas de todos los países (Impr. Universo, 1939)
- Cuentos chinos: colección de cuentos, tradiciones y leyendas de todos los países (Impr. Universo, 1936 and 1940)